# Rexhep Krasniqi
Rexhep Krasniqi (nevének ejtése red͡ʒep kɾasnitɕi; Gjakova, 1906. április 24. vagy szeptember 28. – New York, 1999. február 12. vagy 2000. február 13.) albán politikus, pedagógus, történész. 1943-ban rövid ideig Albánia oktatásügyi minisztere, 1956-tól 1992-ig pedig a New York-i székhelyű Szabad Albánia Nemzeti Bizottság, az amerikai albánok emigráns politikai szervezetének elnöke volt.

## Életútja
A koszovói Gjakova városában született. Szülei halála miatt korán árvaságra jutott, a koszovói albánok egyik politikai vezetője, Bajram Curri vette magához és az ő házában nőtt fel. Az elemi iskola első négy osztályát még szülővárosában járta ki, majd tanulmányait az albániai Shkodrában folytatta. 1920-ban Curri kijárt számára egy állami ösztöndíjat, és Krasniqi előbb Grazban, majd a bécsi Collegium Theresianumban tanulhatott tovább. Ezt követően 1929-től a Bécsi Egyetem hallgatója volt, ahol Carl Patsch vette a szárnyai alá. Krasniqi 1934-ben védte meg az 1878-as berlini kongresszusról és az ott hozott döntések északkelet-albániai következményeiről írt diplomamunkáját. Hazatérését követően, 1935-ben egy shkodrai iskolában tanított, majd 1936-ban a gjirokastrai gimnázium földrajz- és történelemtanáraként helyezkedett el, később az iskola igazgatóhelyettese lett. Az 1939–1940-es tanévben már egy tiranai gimnázium történelemtanáraként oktatott.
1938-tól az oktatásügyi minisztérium alkalmazásában is dolgozott, de Albánia 1939. áprilisi olasz megszállását követően rövid időre Porto Palermóba internálták. Ezután visszakerült az oktatásügyi minisztériumba, ahol az országos középoktatási főosztály vezetőjeként és országos főtanfelügyelőként tevékenykedett. 1941-ben, miután Koszovót Albániához csatolták, koszovói tanügyi főbiztossá nevezték ki, ezzel párhuzamosan a pristinai albán nyelvű gimnáziumban folyó oktatómunkát irányította igazgatóként. Maliq Bushati 1943. február 12-e és április 28-a között hivatalban lévő kormányában ő vezette az oktatásügyi tárcát. Olaszország kapitulációját és Albánia német megszállását követően az albán nemzetgyűlés alelnöke volt, ezzel párhuzamosan az albán lakta területek egyesítéséért küzdő Második Prizreni Liga alelnöki tisztét is betöltötte.
A második világháború lezárulta előtt Xhafer Deva és Rexhep Mitrovica társaságában elhagyta Albániát. Először Bécsben, majd 1947-ben a szíriai Damaszkuszban telepedett le, rövid idő múltán pedig Ausztráliába, Melbourne-be költözött. Később a washingtoni kormány kérésére az Amerikai Egyesült Államokba ment, hogy közreműködjön az emigráns albánok politikai szervezete, a Szabad Albánia Nemzeti Bizottság tevékenységében. A New York-i székhelyű, az albániai kommunista állami berendezkedés megdöntését céljául kitűző testület 1956-ban Krasniqit választotta meg elnökéül, aki három és fél évtizeden keresztül, 1992-ig töltötte be a tisztséget. 1957 novemberében megalapította és 1970-es megszűnéséig szerkesztette a szervezet Shqiptari i Lirë (’A Szabad Albán’) című folyóiratát. Szabad idejében szívesen foglalkozott az albán nép történelmével, e témakörben több könyvet is kiadott. Krasniqi a rendszerváltást követően is New York-i emigrációjában maradt, ott halt meg kilencvenes évei első felében.

## Főbb művei
- Gegaj, Athanas & Rexhep Krasniqi: Albania. New York: Free Albania Committee. 1964.
- Skënderbeu dhe kontributi i popullit shqiptar në mbrojtje të Evropës (’Szkander bég és az albán nép hozzájárulása Európa védelméhez’). New York: Komiteti “Shqipëria e lirë”. 1968.   36 o.
- Xhafer Deva: Jeta dhe veprimtarija (’Xhafer Deva élete és munkássága’). [New York]: (kiadó nélkül). 1979.   164 o.